# Ada Natali
Ada Natali (née le 5 mars 1898 à Massa Fermana et morte le 27 avril 1990 dans la même ville, est une femme politique italienne. Elle a siégé à la Chambre des députés italienne et a été une des premières femmes à occuper un poste de maire en Italie.

## Biographie
Le père d'Ada Natali était Giuseppe Natali, socialiste et maire de son village natal, et sa mère Argia Germani, une enseignante.
En 1916, Ada Natali obtient son diplôme d'enseignante à Ascoli Piceno et devient institutrice. En 1929, elle entame des études de droit à l'université de Macerata, mais en raison de mutations imposées pour des motifs politiques et de sa surveillance par la police, ses études avancent lentement.
Après le 8 septembre 1943, Ada Natali s'engage dans la Guerre de libération en rejoignant les rangs de la Résistance dans la région des Marches. Elle participe activement aux affrontements de Pian di Pieca (it) et de San Ginesio aux côtés des partisans.
En 1946, elle est élue maire de Massa Fermana avec l'appui du Parti communiste italien (PCI), poste qu'elle occupe jusqu'en 1959.
En 1948, elle est élue à la Chambre des députés en tant que membre du PCI.
Pendant les années 1950, Ada Natali a notamment soutenu les revendications des ouvrières des usines des Marches pour des contrats de travail stables.
Elle meurt à Massa Fermana à l'âge de 92 ans.

## Hommages
- Une rue porte son nom à Massa Fermana.